# Frank Vaughn
Frank J. "Frankie" Vaughn (San Luis, Estados Unidos, 18 de febrero de 1902-ibídem, 9 de julio de 1959), a veces escrito como Vaughan, fue un futbolista estadounidense que jugaba como lateral.

## Selección nacional
Formó parte del plantel de la selección de fútbol de los Estados Unidos que obtuvo el tercer lugar en la Copa del Mundo de 1930. Solamente disputó partidos no oficiales contra clubes o combinados regionales durante la gira de su selección por Sudamérica después de la eliminación de la cita mundialista.

### Participaciones en Copas del Mundo
| Mundial                        | Sede    | Resultado    | Partidos | Goles |
| ------------------------------ | ------- | ------------ | -------- | ----- |
| Copa Mundial de Fútbol de 1930 | Uruguay | Tercer lugar | 0        | 0     |

## Clubes
| Club        | País           | Año |
| ----------- | -------------- | --- |
| Ben Millers | Estados Unidos | ¿-? |

## Palmarés

### Campeonatos regionales
| Título                  | Club        | País           | Año  |
| ----------------------- | ----------- | -------------- | ---- |
| St. Louis Soccer League | Ben Millers | Estados Unidos | 1925 |
| St. Louis Soccer League | Ben Millers | Estados Unidos | 1926 |
| St. Louis Soccer League | Ben Millers | Estados Unidos | 1927 |

### Distinciones individuales
| Distinción                                   | Año  |
| -------------------------------------------- | ---- |
| Incluido en el St. Louis Soccer Hall of Fame | 1972 |
| Incluido en el National Soccer Hall of Fame  | 1986 |